# Young Hollywood Awards
O Young Hollywood Awards é uma premiação importante concedida anualmente, que homenageia as maiores realizações do ano na música, cinema, esporte, televisão, moda e outros, com votação dos adolescentes e adultos jovens entre 13 a 19 anos. A cerimônia de premiação geralmente apresenta um grande número de jovens celebridades e artistas musicais, como Miley Cyrus, Justin Bieber, Taylor Swift, Selena Gomez, Austin Mahone e Nick Jonas.
O Young Hollywood Awards teve início em 1999.

## Categorias
As categorias não são continuas, variam a cada ano. Melhor elenco, artista revelação e ator do ano são populares.